# Coalizione Blu
La Coalizione Blu (in bulgaro Синята коалиция, Sinyata Koalitsiya) è stata una coalizione politica bulgara di centro-destra fondata nel 2009. A essa hanno preso parte tre soggetti politici:
- Unione delle Forze Democratiche (SDS), fondato nel 1989;
- Democratici per una Bulgaria Forte (DSB), sorto nel 2004;
- Agricoltori Uniti, affermatosi nel 2008 come scissione dall'Unione Nazionale Agraria (a sua volta fondato nel 1996 a seguito di una scissione dall'Unione Nazionale Agraria Bulgara).

Entrambe le formazioni politiche aderiscono al Partito Popolare Europeo.
Alle  elezioni parlamentari del 2005, SDS e DSB avevano ottenuto nel complesso il 14,1% dei voti, ossia il 7,7% e il 6,4% rispettivamente; in tale occasione, tuttavia, l'SDS si era presentato insieme ad altre formazioni minori (nell'ambito della coalizione denominata Forze Democratiche Unite). Alle successive elezioni europee del 2007, i due partiti avevano ottenuto complessivamente il 9% dei voti, dimostrando una pressoché uguale consistenza elettorale.
La Coalizione Blu si presenta per la prima volta in occasione delle elezioni europee del 2009, quando ottiene l'8% dei voti e un seggio: è eletta Nadezhda Neynsky, esponente dell'Unione delle Forze Democratiche.
Alle successive elezioni parlamentari del 2009, la coalizione ottiene il 6,8% dei voti e 15 seggi.